# برجسته‌نمایی (هنر)
برجسته‌نمایی (MODELLING)؛ اصطلاحی در نقاشی است که به روش تجسم سه بُعدی با استفاده از رنگ‌سایه‌های تیره و روشن گفته می‌شود. در پیکره‌سازی، معنای شکل‌دهی به گِل یا موم و غیره دارد و در برابر اصطلاح «کنده‌کاری» به‌کار می‌رود.